# Городнянська міська територіальна громада
Городнянська міська громада — територіальна громада в Україні, в Чернігівському районі Чернігівської області. Адміністративний центр — місто Городня.
Площа громади — 768,97 км², населення — 18 910 мешканців (2018).
Утворена 4 вересня 2017 року шляхом об'єднання Городнянської міської ради та Бутівської, Гніздищенської, Дроздовицької, Конотопської, Кузничівської, Моложавської, Мощенської, Пекурівської, Поліської, Сеньківської, Смичинської, Солонівської, Хотівлянської, Хрипівської сільських рад Городнянського району.
18 жовтня 2019 року добровільно приєдналася Володимирівська сільська рада.
Відповідно до розпорядження Кабінету Міністрів України № 730-р від 12 червня 2020 року «Про визначення адміністративних центрів та затвердження територій територіальних громад Чернігівської області», до складу громади були включені території Андріївської, Ваганицької, Деревинської, Ільмівської, Лемешівської, Переписької та Хоробицької сільських рад Городнянського району .
Відповідно до постанови Верховної Ради України від 17 червня 2020 року «Про утворення та ліквідацію районів», громада увійшла до новоствореного Чернігівського району.

## Населені пункти
До складу громади входять 1 місто (Городня), 4 селища (Вершини, Зелене, Рубіж, Ясенівка) і 56 сіл: Автуничі, Андріївка, Барабанівське, Берилівка, Ближнє, Будище, Бутівка, Ваганичі, Вокзал-Городня, Володимирівка, Гасичівка, Гніздище, Горошківка, День-Добрий, Деревини, Диханівка, Дібрівне, Дроздовиця, Загороднє, Залісся, Здрягівка, Ільмівка, Карпівка, Картовецьке, Конотоп, Кузничі, Кусії, Лемешівка, Лютіж, Мальча, Минаївщина, Моложава, Мости, Мощенка, Невкля, Павло-Іванівське, Пекурівка, Перепис, Перерост, Півнівщина, Полісся, Політрудня, Світанок, Сеньківка, Слобода, Смичин, Солонівка, Старосілля, Стовпівка, Студенець, Сутоки, Травневе, Хоробичі, Хотівля, Хрипівка, Черецьке.

## Старостинські округи
- Бутівський (села Бутівка, Здрягівка, Слобода, Полісся)
- Володимирівський (села Володимирівка, День-Добрий, Ільмівка, Ближнє, Карпівка, Мости, Світанок, Марочкине)
- Деревинський (села Деревини, Кусії, Перепис)
- Дроздовицький (села Дроздовиця, Будище, Диханівка, Гніздище, Горошківка, Стовпівка)
- Конотопський (село Конотоп)
- Кузницький (села Кузничі, Зелене, Загороднє)
- Лемешівський (села Лемешівка, Мальча, селище Рубіжне)
- Моложавський (села Моложава, Залісся, Невкля, Картовецьке, Лютіж, Минаївщина, Перерост, Студенець, Черецьке)
- Мощенський (села Мощенка, Гасичівка, Сутоки, Сеньківка, Берилівка)
- Пекурівський (села Пекурівка, Політрудня)
- Смичинський (села Смичин, Дібрівне)
- Солонівський (село Солонівка)
- Старосільський (села Старосілля, Андріївка, Автуничі)
- Хоробицький (села Хоробичі, Ваганичі, Барабанівське, Вершини)
- Хотівлянський (села Хотівля, Травневе)
- Хрипівський (села Хрипівка, Півнівщина)[5]

Місто Городня, села Вокзал-Городня, Павло-Іванівське, селище Ясенівка не входять до складу жодного зі старостинських округів, підпорядковані безпосередньо Городнянській міській раді, функції старости виконує голова міської ради, він же голова ОТГ.